# 约翰·坎通
约翰·坎通（英語：John Canton，1718年7月31日—1772年3月22日），英格兰物理学家，皇家学会院士。

## 生平
坎通1718年出生于格洛斯特郡斯特劳德中央大街，是一个英格兰织工的儿子。